# Schönberg (Markt Indersdorf)
Schönberg ist ein Gemeindeteil von Markt Indersdorf im oberbayerischen Landkreis Dachau. Der Weiler liegt circa vier Kilometer nordwestlich von Indersdorf und ist über die Kreisstraße DAH 2 zu erreichen.
Der Ort entstand nach 1800.
Schönberg kam als ehemaliger Ortsteil der aufgelösten Gemeinde Pipinsried am 1. Mai 1978 zur Gemeinde Markt Indersdorf.

## Baudenkmäler
Siehe auch: Liste der Baudenkmäler in Schönberg
- Bauernhaus, erbaut um 1820/30